# Mirko Barišić
Мirko Barišić (Levanjska Varoš, 5. studenoga 1936.), hrvatski je gospodarstvenik i predsjednik GNK Dinamo Zagreb od 2000. do 2024. godine. 

## Životopis
Mirko Barišić rođen je u Levanjskoj Varoši 5. studenoga 1936. Diplomirao na Tehnološkom fakultetu Sveučilišta u Zagrebu 1960. Bio je direktor Tvornice baterija i rasvjetnih tijela Croatia u Zagrebu (1961. – 1974.). Zatim tvrtke Combick GmbH u Frankfurtu (1974. – 1987.) i Emona Commerce u Zagrebu (1988. – 1990.). Od 1990. ravnatelj tvrtke  Siemens d. o. o. u Zagrebu. Predsjednik GNK Dinamo Zagreb postaje 9. travnja 2000.
Početkom 1970. preuzeo je ulogu klupskoga dopredsjednika, a odstupio je, zajedno s cjelokupnim klupskim vodstvom na čelu s predsjednikom Dragom Božićem, potkraj 1971. nakon Dinamove turneje po SAD i Kanadi. Njegov je drugi mandat počeo u siječnju 1990. u doba predsjednika Zdenka Mahmeta da bi krajem godine bilo formirano tročlano Dinamovo predsjedništvo s Barišićem na čelu.
Ukupno je u Barišićevu mandatu, koji je počeo na Skupštini 9. travnja 2000. godine i završio 10. ožujka 2024., Dinamo osvojio 19 naslova prvaka, 12 nacionalnih kupova, 8 superkupova i 17 plasmana u grupnu fazu UEFA-inih natjecanja.